# اندیس ارم بزرگ
ارم بزرگ یک اندیس فلزی است که در حوالی شهر سرخه استان سمنان قرار دارد و مادهٔ معدنی موجود در آن، سرب و روی است.  